# Aljaksej Baha
Aljaksej Anatolevič Baha (in bielorusso Аляксей Анатолевіч Бага?; Barysaŭ, 4 febbraio 1981) è un allenatore di calcio ed ex calciatore bielorusso, di ruolo difensore.

## Biografia
Ha un fratello minore, Dzmitryj, anch'egli calciatore.

## Palmarès

### Giocatore

#### Competizioni nazionali
- Campionato bielorusso: 2

BATĖ Borisov: 2002, 2006
- Coppa di Bielorussia: 1

BATĖ Borisov: 2005-2006

### Allenatore
- Campionato bielorusso: 2

BATĖ Borisov: 2018
Šachcër Salihorsk: 2021
- Supercoppa di Lituania: 1

Žalgiris: 2020
- Campionato lituano: 1

Žalgiris: 2020